# ویتییوس
ویتییوس (به چکی: Vítějeves) یک منطقهٔ مسکونی در جمهوری چک است که در شهرستان سویتاوی واقع شده‌است.
 ویتییوس ۸٫۶ کیلومتر مربع مساحت و ۳۸۰ نفر جمعیت دارد و ۴۷۳ متر بالاتر از سطح دریا واقع شده‌است.